# Zoubir Bachi
Zoubir Bachi (en arabe : زبير باشي) est un footballeur international algérien, né le 20 janvier 1950 à El Biar.
Il fut capitaine de la formation du MC Alger auteur d'un triplé coupe et Championnat d'Algérie et Coupe d'Afrique des clubs Champions en 1976.
Il compte 5 sélections en équipe nationale entre 1973 et 1974.

## Palmarès
MC Alger
- Championnat d'Algérie de football (5) :
  - Champion : 1972, 1975, 1976, 1978 et 1979
  - Vice Champion : 1970

- Coupe d'Algérie de football (3) :
  - Vainqueur : 1971, 1973, 1976
- Ligue des champions de la CAF (1) :
  - Vainqueur : 1976

- Coupe du Maghreb des vainqueurs de coupe de football (2) :
  - Vainqueur : 1972, 1974

- Coupe du Maghreb des clubs champions :
  - Finaliste : 1976
- Supercoupe d'Algérie :
  - Finaliste : 1973

### Sélections en équipe nationale universitaire
- Vainqueur du tournoi d'Auxerre (France) en 1968 avec l'EN junior.
- Vainqueur du Tournoi international d'Alger avec l'EN universitaire (31 Décembre 1969 - 1 Janvier 1970)
- Double médaille d'or des J.U.S.M (Jeux Universitaires et Scolaires Maghrébins) avec l'EN Universitaire à Tunis 1970 et à Alger 1974

- 5ème au Tournoi Junior de Roubaix (France) en 1969 avec la sélection d'Alger en compagnie de Zenir, Zerroug, Amrous Tayeb et Draoui

- Candidat au Ballon d'or Africain de France Football 1972